# Changgou, Peking
Changgou (kinesiska: 长沟, 长沟镇) är en köping i Kina. Den ligger i Fangshan i storstadsområdet Peking, i den norra delen av landet, omkring 59 kilometer sydväst om stadskärnan. Antalet invånare är 23 791. Befolkningen består av 11 794 kvinnor och 11 997 män. Barn under 15 år utgör 10,0 %, vuxna 15-64 år 80 %, och äldre över 65 år 9,0 %.